# Jagiellonia Białystok 2017-2018
Questa voce raccoglie le informazioni riguardanti lo Jagiellonia Białystok nelle competizioni ufficiali della stagione 2017-2018. 

## Rosa
Rosa e numerazione aggiornate al 5 luglio 2017.
| N. |                     | Ruolo | Calciatore            |
| -- | ------------------- | ----- | --------------------- |
| 2  | Scozia (bandiera)   | D     | Ziggy Gordon          |
| 4  | Polonia (bandiera)  | C     | Jacek Góralski        |
| 6  | Polonia (bandiera)  | C     | Taras Romančuk        |
| 7  | Ucraina (bandiera)  | C     | Dmytro Chomčenovs'kyj |
| 8  | Polonia (bandiera)  | D     | Łukasz Burliga        |
| 9  | Lituania (bandiera) | C     | Arvydas Novikovas     |
| 10 | Lituania (bandiera) | A     | Fiodor Černych        |
| 11 | Polonia (bandiera)  | C     | Karol Mackiewicz      |
| 12 | Brasile (bandiera)  | D     | Guilherme Sityá       |
| 13 | Polonia (bandiera)  | C     | Przemysław Mystkowski |
| 14 | Polonia (bandiera)  | D     | Marek Wasiluk         |
| 16 | Brasile (bandiera)  | D     | Guti                  |
| 17 | Croazia (bandiera)  | D     | Ivan Runje            |
| 18 | Irlanda (bandiera)  | A     | Cillian Sheridan      |

| N. |                       | Ruolo | Calciatore             |
| -- | --------------------- | ----- | ---------------------- |
| 20 | Polonia (bandiera)    | C     | Dawid Szymonowicz      |
| 21 | Polonia (bandiera)    | C     | Przemysław Frankowski  |
| 22 | Polonia (bandiera)    | C     | Rafał Grzyb (capitano) |
| 23 | Polonia (bandiera)    | C     | Damian Szymański       |
| 25 | Slovacchia (bandiera) | P     | Marián Kelemen         |
| 26 | Rep. Ceca (bandiera)  | C     | Martin Pospíšil        |
| 28 | Polonia (bandiera)    | A     | Karol Świderski        |
| 35 | Polonia (bandiera)    | C     | Dawid Polkowski        |
| 39 | Polonia (bandiera)    | P     | Krzysztof Karpieszuk   |
| 44 | Polonia (bandiera)    | A     | Łukasz Sekulski        |
| 66 | Georgia (bandiera)    | P     | Luka Gugeshashvili     |
| 67 | Georgia (bandiera)    | D     | Luka Astiani           |
| 77 | Polonia (bandiera)    | D     | Piotr Tomasik          |
| 96 | Polonia (bandiera)    | P     | Damian Węglarz         |

## Risultati

### Europa League
| Arbitro: | Erik Lambrechts |

|  |           |              |
|  | Marcatori | 49’ Sheridan |

| Arbitro: | Yuriy Mozharovskyy |

|                                                  |           |  |
| Tomelin 58’ Černych 81’ Runje 88’ Sekulski 90+3’ | Marcatori |  |

| Arbitro: | Marco Fritz |

|                    |           |              |
| Joseph-Monrose 47’ | Marcatori | 15’ Romančuk |

| Arbitro: | Sebastian Colţescu |

|  |           |                         |
|  | Marcatori | 18’ Gurbanov 89’ Ozobić |